# Eriogonum henricksonii
Eriogonum henricksonii är en slideväxtart som beskrevs av J.L. Reveal. Eriogonum henricksonii ingår i släktet Eriogonum och familjen slideväxter. Inga underarter finns listade i Catalogue of Life.